# Eustomias
Eustomias es un género de peces de la familia Stomiidae.

## Descripción
Este género numeroso cuenta con especies cuya mandíbula es ligeramente curvada, otros no tan curvada. Los ejemplares presentan fotóforos a lo largo del cuerpo oblongos o redondeados y muy diminutos, con un diámetro mucho menor que los dientes superiores. Los dientes en el premaxilar son largos y afilados. Uno de los rasgos más distintivos de este género es la denominada barbilla que sobresale en la parte inferior de la cara, además presenta fotóforos en forma de tallo. Son especies relativamente pequeñas o medianas, algunas miden 8, 9 o 10 cm de longitud, las especies medianas esntre 12 y 19 cm, las de mayor tamaño registradas miden 20 cm o más, la de mayor tamaño reportada es Eustomias macrurus con 27,6 cm de longitud (10,86 pulgadas).

## Especies
- Eustomias achirus Parin y Pokhil'skaya, 1974
- Eustomias acinosus Regan y Trewavas, 1930
- Eustomias aequatorialis T. A. Clarke, 1998
- Eustomias albibulbus T. A. Clarke, 2001
- Eustomias appositus Gibbs, T. A. Clarke y J. R. Gomon, 1983
- Eustomias arborifer A. E. Parr, 1927
- Eustomias australensis Gibbs, T. A. Clarke y J. R. Gomon, 1983
- Eustomias austratlanticus Gibbs, T. A. Clarke y J. R. Gomon, 1983
- Eustomias bertelseni Gibbs, T. A. Clarke y J. R. Gomon, 1983
- Eustomias bibulboides Gibbs, T. A. Clarke y J. R. Gomon, 1983
- Eustomias bibulbosus A. E. Parr, 1927
- Eustomias bifilis Gibbs, 1960
- Eustomias bigelowi W. W. Welsh, 1923
- Eustomias bimargaritatus Regan y Trewavas, 1930
- Eustomias bimargaritoides Gibbs, T. A. Clarke y J. R. Gomon, 1983
- Eustomias binghami A. E. Parr, 1927
- Eustomias bituberatus Regan y Trewavas, 1930
- Eustomias bituberoides Gibbs, T. A. Clarke y J. R. Gomon, 1983
- Eustomias borealis T. A. Clarke, 2000
- Eustomias braueri Zugmayer, 1911
- Eustomias brevibarbatus A. E. Parr, 1927
- Eustomias bulbiramis T. A. Clarke, 2001
- Eustomias bulbornatus Gibbs, 1960
- Eustomias cancriensis Gibbs, T. A. Clarke y J. R. Gomon, 1983
- Eustomias cirritus Gibbs, T. A. Clarke y J. R. Gomon, 1983
- Eustomias contiguus J. R. Gomon y Gibbs, 1985
- Eustomias crossotus Gibbs, T. A. Clarke y J. R. Gomon, 1983
- Eustomias crucis Gibbs y Craddock, 1973
- Eustomias cryptobulbus T. A. Clarke, 2001
- Eustomias curtatus Gibbs, T. A. Clarke y J. R. Gomon, 1983
- Eustomias curtifilis T. A. Clarke, 2000
- Eustomias danae T. A. Clarke, 2001
- Eustomias decoratus Gibbs, 1971
- Eustomias dendriticus Regan y Trewavas, 1930
- Eustomias deofamiliaris Gibbs, T. A. Clarke y J. R. Gomon, 1983
- Eustomias digitatus J. R. Gomon y Gibbs, 1985
- Eustomias dinema T. A. Clarke, 1999
- Eustomias dispar J. R. Gomon y Gibbs, 1985
- Eustomias dubius A. E. Parr, 1927
- Eustomias elongatus T. A. Clarke, 2001
- Eustomias enbarbatus W. W. Welsh, 1923
- Eustomias filifer Gilchrist, 1906
- Eustomias fissibarbis Pappenheim, 1912
- Eustomias flagellifer T. A. Clarke, 2001
- Eustomias furcifer Regan y Trewavas, 1930
- Eustomias gibbsi R. K. Johnson y Rosenblatt, 1971
- Eustomias grandibulbus Gibbs, T. A. Clarke y J. R. Gomon, 1983
- Eustomias hulleyi J. R. Gomon y Gibbs, 1985
- Eustomias hypopsilus J. R. Gomon y Gibbs, 1985
- Eustomias ignotus J. R. Gomon y Gibbs, 1985
- Eustomias inconstans Gibbs, T. A. Clarke y J. R. Gomon, 1983
- Eustomias insularum T. A. Clarke, 1998
- Eustomias intermedius T. A. Clarke, 1998
- Eustomias interruptus T. A. Clarke, 1999
- Eustomias ioani Parin y Pokhil'skaya, 1974
- Eustomias jimcraddocki Sutton y Hartel, 2004
- Eustomias kikimora Prokofiev, 2015 [7]
- Eustomias kreffti Gibbs, T. A. Clarke y J. R. Gomon, 1983
- Eustomias lanceolatus T. A. Clarke, 1999
- Eustomias leptobolus Regan y Trewavas, 1930
- Eustomias lipochirus Regan y Trewavas, 1930
- Eustomias longibarba A. E. Parr, 1927
- Eustomias longiramis T. A. Clarke, 2001
- Eustomias macronema Regan y Trewavas, 1930
- Eustomias macrophthalmus A. E. Parr, 1927
- Eustomias macrurus Regan y Trewavas, 1930
- Eustomias magnificus T. A. Clarke, 2001
- Eustomias medusa Gibbs, T. A. Clarke y J. R. Gomon, 1983
- Eustomias melanonema Regan y Trewavas, 1930
- Eustomias melanostigma Regan y Trewavas, 1930
- Eustomias melanostigmoides Gibbs, T. A. Clarke y J. R. Gomon, 1983
- Eustomias mesostenus Gibbs, T. A. Clarke y J. R. Gomon, 1983
- Eustomias metamelas J. R. Gomon y Gibbs, 1985
- Eustomias micraster A. E. Parr, 1927
- Eustomias micropterygius A. E. Parr, 1927
- Eustomias minimus T. A. Clarke, 1999
- Eustomias monoclonoides T. A. Clarke, 1999
- Eustomias monoclonus Regan y Trewavas, 1930
- Eustomias monodactylus Regan y Trewavas, 1930
- Eustomias multifilis Parin y Pokhil'skaya, 1978
- Eustomias obscurus Vaillant, 1884
- Eustomias orientalis Gibbs, T. A. Clarke y J. R. Gomon, 1983
- Eustomias pacificus Gibbs, T. A. Clarke y J. R. Gomon, 1983
- Eustomias parini T. A. Clarke, 2001
- Eustomias parri Regan y Trewavas, 1930
- Eustomias patulus Regan y Trewavas, 1930
- Eustomias paucifilis A. E. Parr, 1927
- Eustomias paxtoni T. A. Clarke, 2001
- Eustomias perplexus Gibbs, T. A. Clarke y J. R. Gomon, 1983
- Eustomias pinnatus T. A. Clarke, 1999
- Eustomias polyaster A. E. Parr, 1927
- Eustomias posti Gibbs, T. A. Clarke y J. R. Gomon, 1983
- Eustomias precarius J. R. Gomon y Gibbs, 1985
- Eustomias problematicus T. A. Clarke, 2001
- Eustomias pyrifer Regan y Trewavas, 1930
- Eustomias quadrifilis J. R. Gomon y Gibbs, 1985
- Eustomias radicifilis Borodin, 1930
- Eustomias satterleei Beebe, 1933
- Eustomias schiffi Beebe, 1932
- Eustomias schmidti Regan y Trewavas, 1930
- Eustomias silvescens Regan y Trewavas, 1930
- Eustomias similis Parin, 1978
- Eustomias simplex Regan y Trewavas, 1930
- Eustomias spherulifer Gibbs, T. A. Clarke y J. R. Gomon, 1983
- Eustomias suluensis Gibbs, T. A. Clarke y J. R. Gomon, 1983
- Eustomias tenisoni Regan y Trewavas, 1930
- Eustomias tetranema Zugmayer, 1913
- Eustomias teuthidopsis Gibbs, T. A. Clarke y J. R. Gomon, 1983
- Eustomias tomentosis T. A. Clarke, 1998
- Eustomias trewavasae Norman, 1930
- Eustomias triramis Regan y Trewavas, 1930
- Eustomias uniramis T. A. Clarke, 1999
- Eustomias variabilis Regan y Trewavas, 1930
- Eustomias vitiazi Parin y Pokhil'skaya, 1974
- Eustomias vulgaris T. A. Clarke, 2001
- Eustomias woollardi T. A. Clarke, 1998
- Eustomias xenobolus Regan y Trewavas, 1930